# The dark side of the Moog, vol. 4
The dark side of the Moog, vol. 4 is een studioalbum van Klaus Schulze en Peter Namlook (eigenlijk Peter Kuhlman). Het bevat de voortzetting van de samenwerking tussen deze twee specialisten binnen de elektronische muziek. Opnamen vonden plaats in de Sonic Studio, een geluidsstudio in Frankfurt am Main.
De opname verscheen bij Fax, hetgeen na verloop van tijd distributieproblemen kende en verdween. In 2015 bracht Schulze de gehele serie in drie verzamelboxen uit op zijn eigen platenlabel MIG (Made In Germany). 
De titel van de reeks is een verbastering van Pink Floyds muziekalbum The Dark Side of the Moon. Het is tevens een verwijzing naar het synthesizermerk Moog. De tracks van deel 4 heten alle Three pipers at the gates of dawn, een variant op Pink Floyd’s album The Piper at the Gates of Dawn. Schulze en Namlook verklaarden dat er geen verband is tussen de muziek van hun en die van Pink Floyd, maar dat het verband gezocht moet worden in het gebruik van de Moog, bij Pink Floyd door Richard Wright. 

## Musici
- Klaus Schulze, Peter Namlook – synthesizers, elektronica
- Bill Laswell – synthesizers, elektronica op delen I-III, V en VIII (zijn naam ontbrak op de heruitgave van 2015)

## Muziek
| Nr. | Titel                                         | Duur  |
| --- | --------------------------------------------- | ----- |
| 1.  | Three pipers at the gates of dawn (part I)    | 6:56  |
| 2.  | Three pipers at the gates of dawn (part II)   | 21:48 |
| 3.  | Three pipers at the gates of dawn (part III)  | 4:57  |
| 4.  | Three pipers at the gates of dawn (part IV)   | 2:21  |
| 5.  | Three pipers at the gates of dawn (part V)    | 2:28  |
| 6.  | Three pipers at the gates of dawn (part VI)   | 7:57  |
| 7.  | Three pipers at the gates of dawn (part VII)  | 2:53  |
| 8.  | Three pipers at the gates of dawn (part VIII) | 8:52  |
| 9.  | Three pipers at the gates of dawn (part IX)   | 1:49  |